# Die Geschlagenen
Die Geschlagenen ist der erste Roman des Mitbegründers und Schirmherrn der Gruppe 47, Hans Werner Richter. Er erschien erstmals 1949 im Münchener Verlag Kurt Desch und wurde zu einem der wichtigsten Romane zur Thematik des Krieges und der Kriegsgefangenschaft unmittelbar nach dem Zweiten Weltkrieg. 1951 erhielt Richter dafür den Fontane-Preis der Stadt Berlin.

## Inhalt
Die Romaneröffnung erfolgt mit der Kapitulation der Italiener am 8. September 1943, die sich anfangs noch gegen die Einheiten der Wehrmacht richten – „Krieg vorbei, alles kaputt“. Der Protagonist Gühler, ein einfacher Gefreiter, befindet sich bei Monte Cassino mit Resten von Einheiten, die eher beschäftigt sind, Dinge zu „organisieren“, als für den Endsieg zu kämpfen. Viele der Soldaten erwarten quasi täglich die Ankunft der und die Gefangennahme durch die Amerikaner. Monotonie und vor allem Zwecklosigkeit dominieren die Stimmung unter den Soldaten. Die Einstellung des Gefreiten Gühler ist vor allem durch den Unwillen gekennzeichnet, für ein Regime kämpfen zu müssen, das man eigentlich ablehnt und selbst bekämpft hatte:
»Ich bin gegen Hitler.«

»Und du kämpfst doch für ihn.«

»Nein«, sagte Gühler, »ich bin nur ein Rad in einer Maschine, das nicht herausspringen kann.«

»Naja«, sagte Gühler, »Standgericht, Erschießungskommando, du kennst das ja.«

»Hast du Angst davor?«

»Ja«, sagte Gühler.

[…]

»Dann möchtest du, daß die anderen siegen?«, begann Grundmann wieder.

»Es ist besser für uns.«

»Und du kämpfst gegen sie?«

»Ja, das ist ja der Wahnsinn«, sagte Gühler.

(Richter 1978, S. 49)
Als Gühlers Einheit an die Front verlegt werden soll, werden sie auf einem Berghang bei Monte Cassino von den amerikanischen Einheiten unter starken Beschuss genommen. Schließlich können sich die auf dem Berg versprengten Einheiten nicht mehr halten und sind gezwungen aufzugeben. Dieser Tag wird für viele ein Tag der Befreiung, der für den Protagonisten Gühler dennoch seine Ambivalenz bewahrt und sich später sogar als illusorisch erweisen soll:
»Wir sind frei, verstehst du das, wir sind gefangen und sind frei.«

(Richter 1978, S. 136)
Denn in amerikanischer Gefangenschaft entwickelt sich ein erbitterter Kampf zwischen Gegnern des Regimes und überzeugten Nationalsozialisten, die Andersdenkende terrorisieren und sogar totschlagen. Die Amerikaner nehmen dies aber so gut wie nicht wahr. Für Gühler machen sie keinen Unterschied; dies lässt in ihm Zweifel und Ernüchterung über die amerikanische Demokratie erwachsen. So Gühler:
»Sie bewachen mit ihren MGs den Terror; sie bewachen den Terror der Nazis.«

(Richter 1978, S. 201)
Nach einem versuchten Aufstand der Altnazis werden diese von den Amerikanern in Straflagern interniert und die allgemeine Situation im Lager bessert sich. Gühler gibt Deutschunterricht, wird Leiter der Lagerbibliothek und gibt eine Lagerzeitschrift mit heraus. Der Lageralltag gestaltet sich so unverändert bis Kriegsende. Der Augenblick der bedingungslosen Kapitulation am 8. Mai 1945 ist für Gühler dennoch ein Moment der gedämpften Freude. Seine Hoffnung, das NS-Regime überstanden zu haben, ist gleichzeitig auch Kritik an der Kollektivschuldthese der Amerikaner:
»Es kann doch nicht immer so weitergehen […], einmal müssen wir doch aus dieser dreckigen Maschine herauskommen.«

(Richter 1978, S. 288)

## Textanalyse
„Die Geschlagenen“ kann als knappe Krisengeschichte betrachtet werden – einzelne Handlungsabschnitte behandeln relativ knappe Zeiträume. Die erzählte Zeit umfasst insgesamt ein Jahr und acht Monate (September 1943 – Mai 1945).
Im Roman herrscht durchgängig eine einsinnige Perspektive eines auktorialen Erzählers vor. Das heißt, dass zwar ein allwissender Erzähler durch die Handlung führt, aber dennoch keine Innensicht auf die handelnden Personen möglich ist. Diese kann nur anhand des Gesprochenen abgeleitet werden.
„Die Geschlagenen“ steht ganz im Zeichen der Literatur nach 1945. Die Zugehörigkeit zur Kahlschlagliteratur wird insbesondere durch die dominierende Parataxe deutlich. Auch die Reduktion der Verben der Kommunikation auf maximal drei verschiedene im ganzen Roman zeugt davon. Das äußere Geschehen dominiert im Roman und suggeriert, gestützt durch die Erzählperspektive, Objektivität.
Der zeitgemäße, realistische Erzählstil wandelt sich bei Hans Werner Richter zum magischen Realismus, einem Begriff, den Richter dem Expressionismus der bildenden Kunst entlehnte und für literarische Werke prägte. Die historisch begründeten Einzelheiten im kompositorisch, sprachlich und stilistisch einfach gehaltenen Werk kreieren in Zusammenhang mit der Komplexität und Schwere der behandelten Thematik eine unwirkliche, magische Atmosphäre.

## Verlagsgeschichte
Der Roman „Die Geschlagenen“ erschien erstmals 1949 im Münchener Verlag Kurt Desch, einem der erfolgreichsten Verlage der Nachkriegszeit. Richter reihte sich in ein Verlagsprogramm ein, das literarische Größen wie Wiechert, Camus, Plievier, Seghers, Kisch oder Brecht umfasste. Dies und die guten Beziehungen des Verlags zur Information Control Division der amerikanischen Besatzungsmacht, die für literarische Erscheinungen verantwortlich waren, sicherte Hans Werner Richters erstem Roman guten Absatz.
Der Roman erzielte weitere Auflagen im Deutschen Taschenbuch-Verlag (1969, 1985) und im Bertelsmann-Verlag (1978, 1980).

## Rezeption
Die Bedeutung des Romans ist heute weitgehend in den Hintergrund gerückt; zum Erscheinungszeitpunkt besaß er jedoch große Relevanz. Er war einer der ersten Romane zur Thematik der einfachen deutschen Landser und der Kriegsgefangenschaft und fand dementsprechende Resonanz in der Presse:

„Der Verfasser Hans Werner Richter, hat eine erste gültige Aussage vollbracht. So lest sein Buch, damit ihr mit ihm schaut, wonach ihr wohl ganz unbewusst verlangt; nach Klarheit über euch selbst.“

„Das sind Menschen, die wir kennen. Diese Landsertypen sind uns ebenso vertraut, wie die Amerikaner, die sie bewachen oder verhören.“

„Im Stil des heute vierzigjährigen Autors erinnert manches an Remarque; die knappen, wie Feuerstöße aus einem Maschinengewehr aufeinanderfolgenden Sätze, die realistische, unverhüllte Sprache. Anders aber als bei Remarque ist die unsentimentale und unromantische Schilderung des Krieges für Richter nicht Selbstzweck. Dieses Buch ist zugleich ein doppeltes Zeitdokument, im psychologischen und im politischen Sinne. Es verdiente es, zu den deutschen Bestschriftstellern des Jahres 1949 zu gehören.“

„Das ist das Besondere an diesem Buch, daß sein Verfasser nicht nur die Ehre des anständigen deutschen Soldaten, der schuldlos schuldig wurde, mit warmen Herzen verteidigt, sondern auch die Ehre seines Volkes. Es gibt zu dem Erleben des Soldaten Gühlers eine Parallele in der großen Politik. Dieses Buch wendet sich daher nicht nur an die Deutschen. Man sollte es lesen, denn es wird seinen Platz haben unter der Literatur des letzten Krieges.“